# 威尔顿 (阿拉巴马州)
威尔顿（英文：Wilton），是美国阿拉巴马州下属的一座城市。面积约为0.99平方英里（约合2.57平方公里）。根据2010年美国人口普查，该市有人口687人，人口密度为691.15/平方英里（约合267.32/平方公里）。